# Slovensko gibanje
Slovensko gibanje je ustanovilo okrog 70 posameznikov v Bohinju, ki so nezadovoljni z razmerami v državi. Društvo je bilo ustanovljeno 20. januarja 2013, na pobudo bohinjskega župana Franca Kramarja in Tilna Stareta. Najprej je bila mišljena ponovna oživitev stranke Gibanje za Slovenijo, vendar se vodstvo s tem ni strinjalo, zato se je občni zbor odločil za novo organizacijo z imenom Slovensko Gibanje. Ustanovna skupščina je demokratično izvolila novo vodstvo društva.
- Slovensko Gibanje, ki načrtuje nastopiti na naslednjih volitvah, zaenkrat deluje kot politično nestrankarsko društvo, vendar se bo v primeru predčasnih volitev preoblikovalo v stranko, če bo to potrebno. Društvo je odprto tudi za medsebojno povezovanje in združevanje isto mislečih društev, organizacij in ostalih nestrankarskih civilnih iniciativ.

## Osnovni program
HOČEMO SLOVENIJO – samostojno, suvereno, pravno in neodvisno državo, ki bo temeljila na socialni in demokratični osnovi. Za takšno domovino smo se borili na plebiscitu in v desetdnevni vojni za Slovenijo. 
ZAHTEVAMO:
- -      decentralizacijo države in skladen regionalni razvoj v vseh predelih Slovenije,
- -      sprejetje zakona o izvoru premoženja in zaplembo vsega premoženja, ki nima pravnega izvora ali pa je pridobljeno na nelegalen način,
- -	socialno in pravično državo za vse državljane ter pokojnine, ki bodo  omogočale kakovostno  življenje,
- -	brezplačno javno šolstvo in zdravstvo,
- -	poenostavitev birokratskih postopkov, zmanjšanje državne uprave, agencij, skladov, zavodov in uradov, ki so neproduktivni ter predstavljajo velik  strošek,
- -	uvedbo čim večjega števila javnih del, nacionalizacijo zaprtih  gospodarskih subjektov in ostalega premoženja; mladim in perspektivnim strokovnjakom pa je potrebno omogočiti, da s svojim znanjem     oživijo gospodarstvo, participirajo na lastništvu ter poskrbijo za nova delovna mesta,
- -	vzpostavitev pravnega reda in izvrševanje zakonov za vse enako, ne le za izbrance, ki si lahko privoščijo drage odvetnike; za kazniva dejanja je potrebno obsoditi akterje v vseh procesih vse od osamosvojitve naprej, razčistiti vse afere, vključno z najbolj odmevno afero – »Afero orožje«,
- -	da državni zbor RS sprejme nov Zakon o volitvah in uzakoni večinski volilni sistem, ki bo omogočal,  da bodo tudi poslanci (z imenom in priimkom) odgovarjali za svoja dejanja,
- -	da se uzakoni možnost odpoklica vseh funkcionarjev: poslancev, županov, ministrov, predsednika vlade, predsednika države ...
- -	da se takoj preneha z dodatnim zadolževanjem in prodajo obveznic neznanim lastnikom; ogromen zunanji dolg so namreč ustvarili tajkuni, ki še vedno ostajajo na oblasti, čeprav  nimajo izdelanega programa za izhod iz krize,
- -	da se zagotovi sredstva za normalen razvoj kulture in športa,
- -	da je cerkev tudi dejansko (in ne le na papirju) ločena od države,
- -	da se obdavči cerkveno premoženje,
- -	da so mediji neodvisni od politike,
- -	da se takoj preneha z dokapitalizacijami bank z javnimi sredstvi in da se njihove regulatorje nemudoma pozove k odgovornosti,
- -	da se novodobne tajkune sodi prednostno in se jih obsodi, saj so si prilastili naše skupno premoženje,
- -	da se naseljena območja izloči iz nacionalnih in krajinskih parkov ter da se prebivalstvu omogočita razvoj in napredek;  zakonsko  se zaščiti le tiste predele, v katere človek ne posega s svojim gospodarjenjem,
- -	 da se sistemsko uredi problem črnih gradenj z abolicijo ter da se omogoči legalizacijo objektov v Sloveniji,
- -	da se nacionalizirajo vsi gospodarski  in propadajoči subjekti in objekti, ki so jih zgradili Slovenci s svojim odrekanjem,
- -	da se lastništvo bohinjskih propadajočih gospodarskih objektov prenese na lokalno skupnost
- -	nujno vzpostavitev neodvisne državne policije, takšne, ki je že delovala neodvisno od politike, neodvisno od vodilne stranke in njenih vplivnih kadrov, ki jo vodijo iz ozadja, jo podrejajo lastnim interesom in ciljem ter zlorabljajo v politične in strankarske namene.

OSTRO NASPROTUJEMO:
- -      kakršnimkoli manipulacijam z državnim premoženjem in prodajam »pod roko«, v  primeru prodaje se mora kupnina vrniti v razvoj gospodarstva,
- -	dokapitalizacijam, saj se preko njih odplačujejo zavoženi tajkunski krediti, ki naj jih plačajo tajkuni in vodilni v bankah sami.

## Vodstvo društva
- Predsednik: Franc Kramar
- Podpredsednik: Boris Malej
- Predsedstvo: Branko Jeršin, Mato Šimic, Tanja Cvetrežnik, Tilen Stare in Manca Krek
- Nadzorni odbor: Emil Šubelj, Milena Klemen in Janko Stušek.
- Tajnik društva: Branko Jeršin.